# Elad Gabbaj
Elad Gabbaj, Elad Gabai (hebr. אלעד גבאי; ur. 15 listopada 1985 w Riszon le-Cijjon) – izraelski piłkarz grający na pozycji obrońcy w Beitarze Jerozolima.

## Kariera klubowa
Karierę rozpoczął w 1991 w Bene Jehuda Tel Awiw. W 2003 został włączony do pierwszego składu. W 2005 został wypożyczony do Hapoelu Marmorek. W 2006 trafił do Hapoelu Bene Lod. W czerwcu 2010 przeszedł do Hapoelu Ironi Kirjat Szemona. W czerwcu 2013 podpisał czteroletni kontrakt z Maccabi Hajfa, w którym zadebiutował 25 lipca 2013 w wygranym 8:0 meczu kwalifikacji do Ligi Europy z Xəzərem Lenkoran. Dwa miesiące później wyraził chęć odejścia z klubu z powodu rzadkiego wystawiania go w podstawowym składzie. W lipcu 2015 jego kontrakt z klubem został rozwiązany. We wrześniu 2015 podpisał roczny kontrakt z Beitarem Jerozolima z możliwością przedłużenia o kolejny rok.

## Kariera reprezentacyjna
W barwach reprezentacji Izraela do lat 21 zagrał w półfinałowym meczu Memoriału Walerego Łobanowskiego 2007. W seniorskiej kadrze zadebiutował 29 lutego 2012 w przegranym 2:3 meczu towarzyskim z Ukrainą.

## Osiągnięcia
- Mistrzostwo Izraela (1): 2011/2012